# Eduardo Vargas
Eduardo Jesús Vargas Rojas (Santiago de Chile, 1989. november 20. –) chilei válogatott labdarúgó, 2025. január 22-től a Club Nacional játékosa.

## Sikerei, díjai
Universidad de Chile
- Chilei bajnok (2): 2011 (Apertura), 2011 (Clausura)
- Copa Sudamericana (1): 2011

Napoli
- Olasz kupagyőztes (1): 2011–12

Tigres UANL
- Mexikói bajnok (1): 2017 Apertura

Chile
- Copa América győztes (2): 2015, 2016
- Copa América gólkirálya (2): 2015, 2016

## Fordítás
Ez a szócikk részben vagy egészben  az   Eduardo Vargas című angol Wikipédia-szócikk fordításán alapul.  Az eredeti cikk szerkesztőit annak laptörténete sorolja fel. Ez a jelzés csupán a megfogalmazás eredetét és a szerzői jogokat jelzi, nem szolgál a cikkben szereplő információk forrásmegjelöléseként.